# Simon Kunz
Simon Charles Kunz (15 ottobre 1962) è un attore statunitense naturalizzato britannico.

## Biografia
Ha frequentato la Latymer Upper School, per poi conseguire una laurea in studi teatrali presso l'Università di Warwick.
Uno dei suoi primi ruoli fu quello di Martin nel film Genitori in trappola. Ha avuto un ruolo principale nelle prime due stagioni della serie televisiva storica The Last Kingdom.
Tra le sue esibizioni teatrali figurano il ruolo di Max in Address Unknown del 2013 al Soho Theatre di Londra.

## Filmografia parziale

### Cinema
- Quattro matrimoni e un funerale (Four Weddings and a Funeral), regia di Mike Newell (1994)
- Il manuale del giovane avvelenatore (The Young Poisoner's Handbook), regia di Benjamin Ross (1995)
- GoldenEye, regia di Martin Campbell (1995)
- Genitori in trappola (The Parent Trap), regia di Nancy Meyers (1998)
- The Bunker, regia di Rob Green (2001)
- L'intrigo della collana (The Affair of the Necklace), regia di Charles Shyer (2001)
- Il nascondiglio del diavolo - The Cave (The Cave), regia di Bruce Hunt (2005)
- 2 Young 4 Me - Un fidanzato per mamma (I Could Never Be Your Woman), regia di Amy Heckerling (2007)
- Ember - Il mistero della città di luce (City of Ember), regia di Gil Kenan (2008)
- Captain America - Il primo Vendicatore (Captain America: The First Avenger), regia di Joe Johnston (2011)
- In trance, regia di Danny Boyle (2013)
- Walking with the Enemy, regia di Mark Schmidt (2013)
- Son of God, regia di Christopher Spencer (2014)
- S.O.S. Natale (Get Santa), regia di Christopher Smith (2014)
- The Foreigner, regia di Martin Campbell (2017)
- F1 - Il film (F1: The Movie), regia di Joseph Kosinski (2025)

### Televisione
- Metropolitan Police (The Bill) – serie TV, 5 episodi (1993-2006)
- Highlander – serie TV, un episodio (1996)
- Geremia il profeta (Jeremiah), regia di Henry Winer – film TV (1998)
- Casualty – serie TV, 2 episodi (2000-2002)
- My Family – serie TV, 2 episodi (2002-2004)
- L'ispettore Barnaby (Midsomer Murders) – serie TV, episodi 8x04-17x01 (2005-2012)
- M.I. High - Scuola di spie (M.I. High) – serie TV, un episodio (2007)
- IT Crowd – serie TV, un episodio (2010)
- Testimoni silenziosi (Silent Witness) – serie TV, 2 episodi (2011)
- La Bibbia (The Bible) – serie TV, 3 episodi (2013)
- Sherlock – serie TV, 3 episodi (2014-2017)
- The Last Kingdom – serie TV, 13 episodi (2015-2017)
- Gunpowder – serie TV, 3 episodi (2017)
- Requiem – serie TV, 6 episodi (2018)
- Un amore regale (The Royal We), regia di Clare Niederpruem – film TV (2025)

## Doppiatori italiani
Nelle versioni in italiano delle opere in cui ha recitato, Simon Kunz è stato doppiato da:
- Stefano De Sando in In trance, The Last Kingdom, Mia moglie è un fantasma, Traitors
- Neri Marcorè in Genitori in trappola
- Fabrizio Temperini in The Bunker
- Luciano Roffi in L'intrigo della collana
- Gaetano Varcasia in Hellraiser: Deader
- Roberto Certomà ne Il giovane ispettore Morse
- Luca Ward in La Bibbia
- Fabrizio Pucci in Son of God
- Roberto Draghetti in Genius
- Fabrizio Russotto in Requiem
- Giovanni Caravaglio in Missing You
- Franco Mannella in F1 - Il film